# Catenae di Mimas
Segue una lista delle catenae presenti sulla superficie di Mimas. La nomenclatura di Mimas è regolata dall'Unione Astronomica Internazionale; la lista contiene solo formazioni esogeologiche ufficialmente riconosciute da tale istituzione.
Le catenae di Mimas portano i nomi di luoghi legati alla leggenda di Re Artù.

## Prospetto
| Catena          | Eponimo                                                                        | Latitudine | Longitudine | Diametro |
| --------------- | ------------------------------------------------------------------------------ | ---------- | ----------- | -------- |
| Tintagil Catena | Tintagel - Villaggio della Cornovaglia dove abitava Igraine, la madre di Artù. | 51,76° S   | 213,35° W   | 55 km    |